# Tympanocryptis tolleyi
Tympanocryptis tolleyi — вид ігуаноподібних ящірок родини агамових (Agamidae). Ендемік Австралії. Описаний у 2019 році.

## Поширення і екологія
Tympanocryptis tolleyi мешкають на півдні центральної частини Південної Австралії, приблизно від 133-го меридіана сх.д. на південний схід до Ваялли та на схід до Роксбі-Даунса, на території біорегіону Гоулер. Вони живуть серед кам'янистих пагорбів, порослих чагарниками й луками.